# Saint-Hilaire-de-Beauvoir
Saint-Hilaire-de-Beauvoir – miejscowość i gmina we Francji, w regionie Oksytania, w departamencie Hérault.
Według danych na rok 1990 gminę zamieszkiwało 167 osób, a gęstość zaludnienia wynosiła 36 osób/km² (wśród 1545 gmin Langwedocji-Roussillon Saint-Hilaire-de-Beauvoir plasuje się na 740. miejscu pod względem liczby ludności, natomiast pod względem powierzchni na miejscu 1027.).